# Prenez garde au seigneur des robots !
Pour plus de détails, voir Fiche technique et Distribution.
Prenez garde au seigneur des robots ! (Bender's Game) constitue le troisième film de la série Futurama.
C'est un jeu de mots avec le livre Ender's Game d'Orson Scott Card.

## Fiche technique
- Titre : Prenez garde au seigneur des robots !
- Titre original : Futurama: Bender's Game
- Réalisation : Dwayne Carey-Hill
- Scénario : Eric Horsted
- Dialogues : Billy West, Katey Sagal, John DiMaggio, Tress MacNeille
- Musique : Christopher Tyng
- Distribution : 20th Century Fox Home Entertainment
- Pays d’origine : Animation, comédie et science-fiction
- Langue : anglais
- Date de sortie : 2008

## Doublage
- Laurent Mantel : Philip J. Fry, Calculon, Larry, Dr Perceptron, Policier, Gollum 2, Roberto, Robopute
- Yann Le Madic : Nibbler, le narrateur, Cubert Farnsworth, Igner
- Julie Turin : Amy Wong, M'man, la sorcière des marais
- Blanche Ravalec : Leela, Linda, un nain, enfants
- Mathias Kozlowski : Dwight Conrad, George Takei, Walt
- Jean-Pierre Moulin : Professeur Hubert Farnsworth, Roboflic
- Lionel Melet : Hermes Conrad, Turanga Morris
- Michel Lasorne : Scruffy, Sal, Morbo